# 延边龙鼎足球俱乐部
延边龙鼎足球俱乐部 ，原名延边海兰江足球俱乐部，是位于吉林省延边朝鲜族自治州龙井市的一家中国足球俱乐部，现在参加中甲联赛。

## 历史
俱乐部于2017年以龙井海兰江足球俱乐部之名成立。2019年延边富德解散后，其改名延边海兰江，参加2019年中国足球协会会员协会冠军联赛。
在2020年中国足球协会会员协会冠军联赛中，延边海兰江位居第8名，递补获得2021年中国足球乙级联赛参赛资格。2021年3月29日，延边海兰江获得中乙准入资格，并改名为延边龙鼎。球队阵容以延边富德2004梯队为班底，球员的平均年龄只有18.5岁，是当时中国职业联赛最年轻的球队。2021年11月9日，延边龙鼎3比0战胜绍兴柯桥越甲，取得俱乐部职业联赛首场胜利。
2022年中国足球乙级联赛结束后，延边龙鼎队以第三名的成绩成功获得了晋级2023年中甲联赛的资格。于2023年2月7日，锐克体育正式成为延边龙鼎足球俱乐部唯一指定的运动装备合作伙伴。

## 队名历史
- 2017—2018 龙井海兰江
- 2019—2021 延边海兰江
- 2021― 延边龙鼎

## 教职员名单

### 一线队球员
更新日期：2019年3月19日
註釋：國旗表示球員在國際足聯資格規則定義的國家隊。球員可能擁有一個以上非國際足聯國籍。
| 號碼 |      | 位置 | 球員   |
| ---- | ---- | ---- | ------ |
| 6    | 中国 | 中场 | 裴育文 |
| 16   | 中国 | 后卫 | 吴永春 |
| 19   | 中国 | 中场 | 李浩   |
| 23   | 中国 | 中场 | 文学   |
| 49   | 中国 | 后卫 | 刘杰   |
| 53   | 中国 | 后卫 | 李金羽 |
| 60   | 中国 | 后卫 | 金正男 |
| 62   | 中国 | 中场 | 姜学灿 |
| 66   | 中国 | 中场 | 刘永杰 |
| -    | 中国 | 门将 | 尹宇镇 |
| -    | 中国 | 后卫 | 徐万吉 |
| -    | 中国 | 门将 | 尹光   |
| -    | 中国 | 后卫 | 崔银星 |

| 號碼 |      | 位置 | 球員   |
| ---- | ---- | ---- | ------ |
| -    | 中国 | 中场 | 崔巍   |
| -    | 中国 | 中场 | 金龙泽 |
| -    | 中国 | 前锋 | 千学峰 |
| -    | 中国 | 中场 | 李龙虎 |
| -    | 中国 | 门将 | 李峻宇 |
| -    | 中国 | 后卫 | 李龙日 |
| -    | 中国 | 后卫 | 郑哲俊 |
| -    | 中国 | 后卫 | 尹云杰 |
| -    | 中国 | 后卫 | 金国虎 |
| -    | 中国 | 后卫 | 许松日 |
| -    | 中国 | 中场 | 朱晔   |
| -    | 中国 | 中场 | 崔承恩 |

### 历任主教练
- 2019年 金青
- 2019-2020年 李在浩
- 2021-2021年7月2日 金辉蓉
- 2021年7月-2022年7月 韩松峰
- 2022年7月-2022年8月 王栋
- 2022年8月-2022年11月 白胜虎
- 2022年12月- 金奉吉（韩国）[现任]